# Afanasijs Kuzmins
Afanasijs Kuzmins (Krivošejeva, 1947. március 22. –) olimpiai, világ- és Európa-bajnok szovjet-lett sportlövő.

## Pályafutása
1976 és 2012 között kilenc olimpián vett rész és ezzel a teljesítményével világrekorder. Előbb szovjet színekben, majd 1992-től Lettországot képviselve versenyzett. 1988-ban arany-, 1992-ben ezüstérmes lett gyorstüzelő pisztoly versenyszámban. A világbajnokságokon egy-egy arany- és ezüstérmet, az Európa-bajnokságokon két arany- egy ezüst- és három bronzérmet szerzett.

### Olimpiai eredményei
| Versenyszám                     | 1976 Montréal | 1980 Moszkva | 1988 Szöul      | 1992 Barcelona     | 1996 Atlanta | 2000 Sydney | 2004 Athén | 2008 Peking | 2012 London |
| ------------------------------- | ------------- | ------------ | --------------- | ------------------ | ------------ | ----------- | ---------- | ----------- | ----------- |
| 25 méteres gyorstüzelő pisztoly | 4. 595        | 6. 595       | arany · 598+100 | ezüst · 590+195+97 | 10. 585      | 8. 585      | 14. 574    | 13. 565     | 17. 569     |
| 10 méteres légpisztoly          | -             | -            | -               | -                  | 29. 574      | -           | -          | -           | -           |

## Sikerei, díjai
- Olimpiai játékok – gyorstüzelő pisztoly
  - aranyérmes: 1988, Szöul
  - ezüstérmes: 1992, Barcelona
- Világbajnokság
  - aranyérmes: 1986 (standard)
  - ezüstérmes: 1986 (középtüzelő pisztoly)
- Európa-bajnokság
  - aranyérmes (2): 1985 (standard), 1989 (középtüzelő pisztoly)
  - ezüstérmes: 1991 (gyorstüzelő pisztoly)
  - bronzérmes (3): 1981 (gyorstüzelő pisztoly), 1991, 1995 (standard)